# LaPrimaire.org
LaPrimaire.org est une initiative politique française pour organiser sur Internet une élection primaire ouverte à tous les citoyens (sous certaines conditions) afin de désigner un candidat à l'élection présidentielle de 2017,.
Cette initiative est portée par l'association Democratech, représentée par David Guez et Thibauld Favre. Le financement de l’initiative se fait par une campagne de financement participatif. L'association se veut transparente et permet de visualiser ses comptes. Elle a pour devise : « LaPrimaire.org : Pour un VRAI choix en 2017 ! ».
Les modes de présentation et de sélection du candidat se font au moyen d'une connexion internet et d'un périphérique pour y accéder. Pour légitimer l'action, l'objectif était de réunir 100 000 citoyens, chiffre atteint le 28 novembre 2016.
Le vote désigne comme candidate l'élue municipale rennaise Charlotte Marchandise. Cette dernière échoue cependant en mars 2017 à obtenir les 500 signatures.
De nouvelles primaires sont envisagées pour désigner des candidats aux élections législatives de 2017, mais finalement annulées.

## Histoire et organisation

### Histoire
Durant l’été 2014, David Guez, un avocat de 42 ans, et Thibauld Favre, un ingénieur trentenaire fondateur de start-up, ont eu l’idée de créer le site laprimaire.org. Ces organisateurs, issus de la société civile, cherchent à mettre les nouvelles technologies au service de méthodes politiques innovantes.

### Organisation

Logo de LaPrimaire.org.

L'initiative a situé un palier de minimum 100 000 citoyens pour que la primaire ait lieu,.
Les candidats doivent être parrainés par au moins 500 citoyens, avoir un casier judiciaire vierge et au moins 18 ans.
L'initiative se déroule en différentes étapes, une première (avril à juin 2016) durant laquelle les candidats se déclarent comme tels, où le seuil a atteindre est de 500 supports de citoyens. La deuxième étape (entre juillet et septembre 2016) consiste en un échange entre les 12 candidats qualifiés à l'issue de la première phase et les citoyens, avec des ajustements de programmes. 
La troisième étape est l'élection de 5 candidats grâce au jugement majoritaire, où les électeurs s'expriment sur plusieurs candidats. Deux chercheurs mathématiciens mettent en avant les avantages de ce type de vote, qui donne de la place aux candidats sans fausser le vote, et limite l'intérêt du vote blanc et les biais du système classique à deux tours (vote utile, vote défouloir).
La dernière étape sera une rencontre des candidats finalistes avec les citoyens, avec des réunions régionales (tables rondes participatives),. À la suite de cette étape ressortira un candidat vainqueur.
L'objectif suivant est de recueillir les 500 parrainages obligatoires, de créer son parti et d'organiser sa campagne de financement.
La présentation d'un candidat de la société civile à l'élection présidentielle de 2017 est perçue comme utopique compte tenu des difficultés à surmonter : « C'est un combat très difficile », qui nécessite un réseau, et d'être connu dans le pays, prévenait le sénateur Jean-Pierre Raffarin sur le plateau de Cpolitique, en janvier 2016. Pour Charlotte Marchandise, les européennes en 2019 sont un objectif plus atteignable.

## Conditions de participation
Tout le monde peut participer, mais il faut respecter une Charte du candidat et les conditions légales requises :
- disposer de la nationalité française
- avoir 18 ans révolus
- être électeur (cf. § ci-avant) Article LO 127 du Code électoral, peut être candidat à l'élection présidentielle « Toute personne qui, à la date du premier tour de scrutin, remplit les conditions pour être électeur et n'entre dans aucun des cas d'inéligibilité (..) ».
- ne pas être privé de ses droits d’éligibilité par une décision de justice (art. L. 6 et L. 199)
- ne pas être placé sous tutelle ou sous curatelle (art. L. 200)
- avoir satisfait aux obligations imposées par le code du service national (art. L 45)
- faire preuve de « dignité morale », cette notion n’étant pas précisément définie.

## Objectif
L'objectif direct de cette initiative est de présenter un candidat après différentes étapes, l'objectif indirect étant de mobiliser les citoyens français sur la politique, qui sont 74 % à témoigner de l'intérêt pour la présidentielle de 2017, mais dont 89 % ont une mauvaise image des partis,.
Cette initiative s'inscrit dans une volonté de remise en cause des partis traditionnels, à partir du constat de manque de représentativité des formations politiques françaises.
D'après Le Point, pour Daniel Boy, spécialiste en sociologie électorale à Sciences Po, les « petites » candidatures incarnent « un mécontentement du système actuel (...) et un désir de se réapproprier la politique ».

## Principes et valeurs
« Il faut des vrais programmes et propositions pour contredire les valeurs de personnes comme Marine Le Pen, et un vrai mouvement citoyen pour faire en sorte que le peuple ne se referme pas sur lui-même comme aux États-Unis en ce moment » - David Guez.

### Courants
- En avril 2016, les propositions des candidats recouvrent tout le spectre politique, des marxistes aux libéraux, des souverainistes aux fédéralistes[16].
- Parmi les 5 finalistes, il existe, en novembre 2016, différents courants sur l'écologie et l'Europe[13].
- Charlotte Marchandise propose une politique de santé axée sur la prévention[23].

## Candidats

### Candidats qualifiés
Au total, 215 citoyens étaient candidats déclarés pour participer à LaPrimaire.org dont environ 170 étaient encore activement en campagne au 14 juillet 2016, date de clôture de la procédure. Parmi eux, le journal Libération compte 16 femmes et pas moins de 151 hommes. Charlotte Marchandise Franquet s'est d'ailleurs inscrite entre autres à la suite du constat de la « quasi-absence de femmes ». Seize candidats se sont qualifiés en dépassant les 500 signatures requises :
- Régis André, entrepreneur.
- Nicolas Bernabeu, médecin.
- Jean-Michel Billaut, personnalité française de l'Internet, fondateur de l'Atelier BNP Paribas.
- Daniel Bussard, gestionnaire ressources humaines.
- Michel Bourgeois, avocat et écrivain.
- Ramïn Farhangi, membre de l'EUDEC.
- Jean-Marc Fortané, vétérinaire.
- Alexandre Lecouillard, conseiller en communication.
- Pauline Lejeune, en Service civique dans une association de santé-environnement.
- Charlotte Marchandise, formatrice. Elle est engagée dans différents mouvements associatifs depuis 20 ans, et adjointe à la santé à la ville de Rennes. Elle « porte une candidature autour de la santé pour sortir des politiques de la maladie[23]. »
- Philippe Mazuel, fonctionnaire du ministère de l'Économie et des Finances et président du Parti des citoyens européens (PACE).
- Thomas Nonnez, professeur et auto-entrepreneur.
- Michaël Pettini, médecin.
- Roxane Revon, professeure et metteur en scène.
- Maxime Verner, entrepreneur s'étant porté candidat à l'élection présidentielle en 2012, et premier candidat qualifié.
- Ariane Vitalis, écrivaine.

### Désistements
Quatre candidats se sont désistés avant le vote du « premier tour » :
- Maxime Verner, avec la volonté d'essayer de se présenter directement à l'élection présidentielle[26] ;
- Ramïn Farhangi, pour des raisons familiales et professionnelles. Il soutient Charlotte Marchandise ;
- Alexandre Lecouillard, qui soutient Charlotte Marchandise et Roxane Revon[27] ;
- Pauline Lejeune, qui soutient Charlotte Marchandise.

### Candidats disqualifiés
Bien qu'ayant dépassé les 500 soutiens, les candidats suivants ont été disqualifiés pour des irrégularités :
- Ismaël Boudjekada, plus jeune tête de liste de l'élection municipale de 2014 à Besançon, alors âgé de 18 ans.
- Serge Fourcade, fonctionnaire de préfecture.
- Pierre Guiraud, artisan menuisier.
- Christophe Lecompte, assistant technique médical.

Pour Ismaël Boudjekada, sa disqualification résulte de son inéligibilité depuis novembre 2015 et pour une durée de trois ans en raison d'irrégularités constatées lors de l'élection législative partielle de 2015 dans la 4e circonscription du Doubs. 

Pierre Guiraud, accompagné par Christophe Lecompte et Vincent Arnoul, a déclaré qu'il va déposer un recours car, selon lui, « les organisateurs ont décidé de disqualifier les trois premiers pour de prétendues irrégularités, sans preuve, juste sur des suppositions et surtout sans même demander à ces candidats des explications », des propos contestés par l'association qui a exercé son droit de réponse. Selon Michaël Pettini, 

« les organisateurs de la plateforme ont modifié les critères de qualification et disqualifié les 3 plus gros candidats, ceux qui avaient reçu le plus de soutiens, plus de 1 000, car ils s'échangeaient les soutiens en question. »

Serge Fourcade, pour sa part, a été disqualifié pour enregistrement de soutiens non-conformes selon l'organisation, et sa page sur le site affiche la mention « candidat disqualifié », avec la publication du droit de réponse du candidat. Il a déploré, par ailleurs, que des accusations d'infraction ne soient pas assorties d'une qualification précise de la nature de cette infraction et n'aient pas été immédiatement accompagnées des preuves avancées par les organisateurs pour justifier leurs accusations.

## Phase finale

### Premier tour
Cinq des douze candidats qualifiés lors de la phase précédente se sont qualifiés lors du premier tour de la phase finale qui s'est déroulé du 22 octobre au 6 novembre. Les résultats sont présentés par ordre décroissant, selon le pourcentage de voix obtenues et la mention majoritaire, les qualifiés sont les cinq premiers du tableau suivant (en gras) :
| Candidats             | Mention majoritaire | Premier tour | Premier tour |
| Candidats             | Mention majoritaire | Exprimés     | %            |
| --------------------- | ------------------- | ------------ | ------------ |
| Charlotte Marchandise | Bien                | 4461         | 71,62        |
| Nicolas Bernabeu      | Bien                | 4512         | 55,83        |
| Roxane Revon          | Bien                | 4485         | 53,65        |
| Michel Bourgeois      | Assez bien          | 4395         | 66,26        |
| Michaël Pettini       | Assez bien          | 4408         | 64,70        |
| Philippe Mazuel       | Assez bien          | 4372         | 61,23        |
| Jean-Marc Fortané     | Assez bien          | 4469         | 61,13        |
| Ariane Vitalis        | Assez bien          | 4513         | 59,89        |
| Thomas Nonnez         | Assez bien          | 4491         | 59,63        |
| Jean-Michel Billaut   | Assez bien          | 4444         | 56,86        |
| Régis André           | Assez bien          | 4443         | 52,13        |
| Daniel Bussard        | Assez bien          | 4390         | 51,82        |

### Second tour
Le second tour se déroule entre le 15 et le 30 décembre 2016. La proclamation des résultats a lieu le 31 décembre.
| Candidats             | Mention majoritaire | Second tour | Second tour |
| Candidats             | Mention majoritaire | Exprimés    | %           |
| --------------------- | ------------------- | ----------- | ----------- |
| Charlotte Marchandise | Très bien           | 32 685      | 50,64%      |
| Roxane Revon          | Bien                | 32 685      | 50,24%      |
| Nicolas Bernabeu      | Assez bien          | 32 685      | 72,26%      |
| Michel Bourgeois      | Assez bien          | 32 685      | 59,85%      |
| Michaël Pettini       | Assez bien          | 32 685      | 57,94%      |

| 6.82 % | 6.72 % | 13.53 % | 22.29 % | 50.64 % |

| 10.31 % | 12.98 % | 26.47 % | 30.36 % | 19.88 % |

| 12.76 % | 14.98 % | 26.4 % | 26.57 % | 19.3 % |

| 18.05 % | 22.1 % | 30.44 % | 20.69 % | 8.71 % |

| 19.59 % | 22.47 % | 31.23 % | 19 % | 7.71 % |

## Plébiscite de citoyens
Dans le même temps, LaPrimaire.org permet de plébisciter une personne pour être candidat à la primaire. Si une personne obtient 500 soutiens, LaPrimaire.org l'invitera officiellement à venir participer à l'élection. En juillet 2016 on retrouve environ 180 noms de citoyens plébiscités, dont seulement cinq ont atteint le seuil requis : François Asselineau, Étienne Chouard, Nicolas Hulot, Franck Lepage et Pierre Rabhi. On retrouve aussi cinq autres personnalités ayant franchi le seuil des 100 soutiens : Alexandre Astier, Gérard Charollois, Frédéric Lordon, Emmanuel Macron et Christiane Taubira. En dessous de ce seuil, on retrouve Latifa Ibn Ziaten, Jacques Attali, Dominique de Villepin ou encore Manuel Dorne, connu sous le pseudonyme Korben. Ce système possède toutefois des limites car certains noms apparaissent avec des fautes d'orthographe et de typographie (Aurélien Véron sans accent, de nombreux noms sans majuscule par exemple), et on y trouve aussi des noms plus étonnants tel celui d'un personnage masqué du nom de « Super Châtaigne », qui s'est déclaré candidat de son côté, ou même du président de la République, François Hollande.

## Échec de la candidature de Charlotte Marchandise
Charlotte Marchandise, née le 13 août 1974, est la gagnante de LaPrimaire.org.
Consultante-formatrice spécialisée dans la thématique des inégalités sociales de santé, elle a fondé en 2013 avec son compagnon un collège basé sur la pédagogie Montessori dans les environs de Rennes. Elle est adjointe déléguée à la santé à la mairie de Rennes depuis mars 2014. Elle a été désignée, en septembre 2014, à la présidence du réseau français des villes-santé de l'Organisation mondiale de la santé.  
Charlotte Marchandise propose notamment une nouvelle constitution, l'instauration d'un revenu de base universel et l'accélération de la transition énergétique, écologique et économique,.
En mars 2017, cependant, elle ne recueille que 135 parrainages sur les 500 nécessaires pour se présenter à la présidentielle ; elle déclare alors viser les prochaines élections législatives, départementales et régionales afin de prolonger la dynamique citoyenne de laprimaire.org. Candidate dans la première circonscription d'Ille-et-Vilaine aux législatives suivantes, elle recueille 2,22 % des suffrages exprimés et n'est pas qualifiée pour le second tour.

## Annulation des primaires législatives
Le 1er février 2017, le site annonce de nouvelles primaires afin de choisir des candidats issus de la société civile pour les élections législatives de 2017. Le vote, prévu pour se dérouler du 7 au 16 avril 2017, est finalement annulé, en raison des défauts techniques du site mais aussi de la « relative indifférence » du public.